# One Kiss
«One Kiss» es una canción del disc-jockey británico Calvin Harris junto a la cantante albanobritánica Dua Lipa. Fue lanzada como sencillo el 6 de abril de 2018 a través de Columbia Records y Sony Music. La canción fue escrita por Dua Lipa, Jessica Reyez, Adam Richard Wiles y producida por este último.

## Antecedentes
La canción fue coescrita por Jessie Reyez, Lipa y Harris, siendo producida también por este. Los artistas querían agregar un toque tropical, ya que el verano estaba cerca, cosa que lograron hacer y la canción fue finalmente lanzada el 2 de mayo de 2018.
La canción está incluida en la reedición del álbum homónimo de Dua Lipa; Dua Lipa : Complete Edition (2018).

## Video musical
La canción cuenta con un video musical, actualmente cuenta con más de 937 millones de visitas, fue subido al canal de Harris en la plataforma de YouTube.
El video musical tiene un toque tropical, en el que se puede ver a Lipa en una especie de paraíso tropical, en el que Harris también está, en el vídeo aparecen cintas que a lo largo del video van cambiando, en el hay animales ficticios que hacen una coreografía y aparecen varias veces también a lo largo de este. En el video, Harris interpreta un mesero y Lipa una clienta que está de vacaciones hospedada en un hotel en el que hay criaturas y animales exóticos.
En julio de 2018, el video fue nominado a un premio MTV Video Music Award.

## Lista de ediciones
| - Descarga digital 1. "One Kiss" – 3:34 - Descarga digital – Jauz remix 1. "One Kiss" (Jauz remix) – 4:12 - Descarga digital – Jauz extended remix 1. "One Kiss" (Jauz extended remix) – 5:00 - Descarga digital – Zhu remix 1. "One Kiss" (Zhu remix) – 4:00 - Descarga digital – Oliver Heldens remix 1. "One Kiss" (Oliver Heldens remix) – 4:41 - Descarga digital – Oliver Heldens extended remix 1. "One Kiss" (Oliver Heldens extended remix) – 5:27 - Descarga digital – R3hab remix 1. "One Kiss" (R3hab remix) – 3:10 - Descarga digital – R3hab extended remix 1. "One Kiss" (R3hab extended remix) – 4:20 | - Descarga digital – Valentino Khan remix 1. "One Kiss" (Valentino Khan remix) – 4:11 - Descarga digital – Valentino Khan extended remix 1. "One Kiss" (Valentino Khan extended remix) – 4:55 - Descarga digital – remixes 1. "One Kiss" (R3hab extended remix) – 4:20 2. "One Kiss" (Jauz extended remix) – 4:59 3. "One Kiss" (Oliver Heldens extended remix) – 5:27 4. "One Kiss" (Valentino Khan extended remix) – 4:55 5. "One Kiss" (Patrick Topping extended remix) – 6:12 6. "One Kiss" (Zhu remix) – 4:00 7. "One Kiss" (King Britt remix) – 6:04 8. "One Kiss" (extended mix) – 4:42 - 12" vinyl 1. "One Kiss" – 3:34 2. "One Kiss" (extended mix) – 4:42 |

## Posicionamiento en listas
En poco tiempo el sencillo logró posicionarse en los primeros diez lugares de diferentes países. Esta es la primera canción de Harris que obtiene un número uno en la lista Top 100! de Uruguay y el segundo top 10 en Marruecos (el primero fue This Is What You Came For con Rihanna posicionarse en el número 10).
| País              | Lista Certificadora        | Mejor posición |        |        |        |        |        |        |
| Europa            | Europa                     | Europa         | Europa | Europa | Europa | Europa | Europa | Europa |
| ----------------- | -------------------------- | -------------- | ------ | ------ | ------ | ------ | ------ | ------ |
| Portugal          | IFPI                       | 1              |        |        |        |        |        |        |
| España            | PROMUSICAE                 | 3              |        |        |        |        |        |        |
| España            | Los40 España               | 1              |        |        |        |        |        |        |
| Francia           | IFPI                       | 1              |        |        |        |        |        |        |
| Andorra           | PROMUSICAAND               | 1              |        |        |        |        |        |        |
| Bélgica           | Ultratop 40                | 1              |        |        |        |        |        |        |
| Alemania          | Germany Songs              | 1              |        |        |        |        |        |        |
| Suiza             | GfK Entertainment Charts   | 1              |        |        |        |        |        |        |
| Reino Unido       | UK Singles Chart           | 1              |        |        |        |        |        |        |
| Asia              |                            |                |        |        |        |        |        |        |
| Japón             | Billboard Japan Hot 100    | 55             |        |        |        |        |        |        |
| Corea del Sur     | South Korean Hot 100       | 56             |        |        |        |        |        |        |
| Oceanía           |                            |                |        |        |        |        |        |        |
| Australia         | ARIA Singles Chart         | 1              |        |        |        |        |        |        |
| Nueva Zelanda     | NRZ Singles Chart          | 1              |        |        |        |        |        |        |
| América del Norte |                            |                |        |        |        |        |        |        |
| Canadá            | Billboard Canadian Hot 100 | 6              |        |        |        |        |        |        |
| Estados Unidos    | Billboard Hot 100          | 26             |        |        |        |        |        |        |
| México            | Monitor Latino MÉ          | 1              |        |        |        |        |        |        |
| América del Sur   |                            |                |        |        |        |        |        |        |
| Colombia          | Monitor Latino COL         | 2              |        |        |        |        |        |        |
| Colombia          | National Report COL        | 13             |        |        |        |        |        |        |
| Perú              | Monitor Latino PE          | 2              |        |        |        |        |        |        |
| Chile             | Monitor Latino CH          | 1              |        |        |        |        |        |        |
| Uruguay           | Top 100 Uruguay            | 1              |        |        |        |        |        |        |
| Argentina         | Monitor Latino AR          | 1              |        |        |        |        |        |        |

## Certificaciones
| País           | Organismo certificador | Certificación               | Ventas certificadas | Ref    |
| -------------- | ---------------------- | --------------------------- | ------------------- | ------ |
| Alemania       | BVMI                   | Platino                     | 400 000             | [ 14 ] |
| Australia      | ARIA                   | 5x Platino                  | 350 000             | [ 15 ] |
| Austria        | IFPI                   | Platino                     | 30 000              | [ 16 ] |
| Bélgica        | BEA                    | 2x Platino                  | 60 000              | [ 17 ] |
| Canadá         | Music Canada           | 3x Platino                  | 240 000             | [ 18 ] |
| Dinamarca      | IFPI                   | 2x Platino                  | 180 000             | [ 19 ] |
| España         | PROMUSICAE             | 2x Platino                  | 80 000              | [ 20 ] |
| Estados Unidos | RIAA                   | 2x Platino                  | 1 000 000           | [ 21 ] |
| Francia        | SNEP                   | Diamante                    | 300 000             | [ 22 ] |
| Italia         | FIMI                   | 2x Platino                  | 100 000             | [ 23 ] |
| México         | AMPROFON               | Diamante + 2x Platino + Oro | 450 000             | [ 24 ] |
| Nueva Zelanda  | RIANZ                  | Platino                     | 30 000              | [ 25 ] |
| Polonia        | ZPAV                   | Diamante                    | 100 000             | [ 26 ] |
| Portugal       | AFP                    | 2x Platino                  | 40 000              | [ 27 ] |
| Reino Unido    | BPI                    | 3x Platino                  | 1 800 000           | [ 28 ] |
| Suiza          | IFPI                   | 2x Platino                  | 40 000              | [ 29 ] |

## Historial de lanzamiento
| Región         | Fecha               | Formato                     | Versión                       | Discográfica                | Ref.   |
| -------------- | ------------------- | --------------------------- | ----------------------------- | --------------------------- | ------ |
| Mundo          | 6 de abril de 2018  | Descarga digital            | Original                      | Columbia Records Sony Music |        |
| Italia         | 6 de abril de 2018  | Contemporary hit radio      | Original                      | Sony Music                  | [ 30 ] |
| Estados Unidos | 10 de abril de 2018 | Dance radio                 | Original                      | Columbia Records            | [ 31 ] |
| Australia      | 11 de abril de 2018 | Contemporary hit radio      | Original                      | Columbia Records            | [ 32 ] |
| Estados Unidos | 17 de abril de 2018 | Contemporary hit radio      | Original                      | Columbia Records            | [ 33 ] |
| Estados Unidos | 17 de abril de 2018 | Rhythmic contemporary radio | Original                      | Columbia Records            | [ 34 ] |
| Reino Unido    | 27 de abril de 2018 | Contemporary hit radio      | Original                      | Columbia Records            | [ 35 ] |
| Mundo          | 18 de mayo de 2018  | Descarga digital Streaming  | Jauz remix                    | Columbia Records Sony Music | [ 2 ]  |
| Mundo          | 18 de mayo de 2018  | Descarga digital Streaming  | Jauz extended remix           | Columbia Records Sony Music | [ 3 ]  |
| Mundo          | 25 de mayo de 2018  | Descarga digital Streaming  | Zhu remix                     | Columbia Records Sony Music | [ 4 ]  |
| Mundo          | 1 de junio de 2018  | Descarga digital Streaming  | Oliver Heldens remix          | Columbia Records Sony Music | [ 5 ]  |
| Mundo          | 1 de junio de 2018  | Descarga digital Streaming  | Oliver Heldens extended remix | Columbia Records Sony Music | [ 6 ]  |
| Mundo          | 8 de junio de 2018  | Descarga digital Streaming  | R3hab remix                   | Columbia Records Sony Music | [ 7 ]  |
| Mundo          | 8 de junio de 2018  | Descarga digital Streaming  | R3hab extended remix          | Columbia Records Sony Music | [ 8 ]  |
| Mundo          | 15 de junio de 2018 | Descarga digital Streaming  | Valentino Khan remix          | Columbia Records Sony Music | [ 9 ]  |
| Mundo          | 15 de junio de 2018 | Descarga digital Streaming  | Valentino Khan extended remix | Columbia Records Sony Music | [ 10 ] |
| Mundo          | 22 de junio de 2018 | Descarga digital Streaming  | Remixes                       | Columbia Records Sony Music | [ 11 ] |
| Mundo          | 20 de julio de 2018 | 12" Sencillo                | Original                      | Columbia Records Sony Music | [ 12 ] |